# Slaven Skeledzic
Slaven Skeledzic (Vareš, 15 novembre 1971) è un allenatore di calcio tedesco.

## Carriera

### Allenatore
Ha allenato in numerose formazioni giovanili tedesche, ricoprendo anche in alcune occasioni il ruolo di responsabile del settore giovanile.
Nel 2015 ha allenato la nazionale afghana; nella stagione 2016-2017 ha invece lavorato in Cina nelle giovanili del Guangzhou E..
Dall'estate del 2018 allena nuovamente a livello giovanile in Germania.